# Cor (voornaam)
Cor is een voornaam voor jongens. Het is eigenlijk een populaire afkorting van de naam Cornelis. De naam komt vooral veel voor in Nederland.

## Bekende personen
Deze naam wordt gedragen door een aantal bekende personen :
- Cor Bakker, een Nederlands pianist
- Cor Boonstra, een Nederlands zakenman
- Cor Bruijn, een Nederlands schrijver
- Cor Dekker, een Nederlands basgitarist, onder meer voor Ekseption
- Cor Veerman (Dekker), Nederlands basgitarist, toetsenist en songwriter, voor veel band zoals de George Baker Selection
- Cor Galis, een Nederlands presentator
- Cor Herkströter, een Nederlands topman
- Cor Kieboom, een Nederlands sportbestuurder
- Cor Lemaire, een Nederlands musicus
- Cor Ria Leeman, pseudoniem van Corneel Van Kuyck
- Cor Roffelsen, een Nederlands architect
- Cor Steyn, een Nederlands musicus
- Cor van der Geest, een Nederlands judoka
- Cor van der Gijp, een Nederlands voetballer
- Cor van der Hart, een Nederlands voetballer
- Cor van Hout, een Nederlands crimineel
- Cor van Wijgerden, een Nederlands schaker
- Cor van Zadelhoff, een Nederlands zakenman
- Cor Veldhoen, een Nederlands voetballer
- Cor Witschge, een Nederlands acteur
- Cor Zegger, een Nederlands zwemmer

## Overige
De naam Cor komt ook voor in :
- Cor Caroli, een ster uit het sterrenbeeld Jachthonden